# August Wiggers

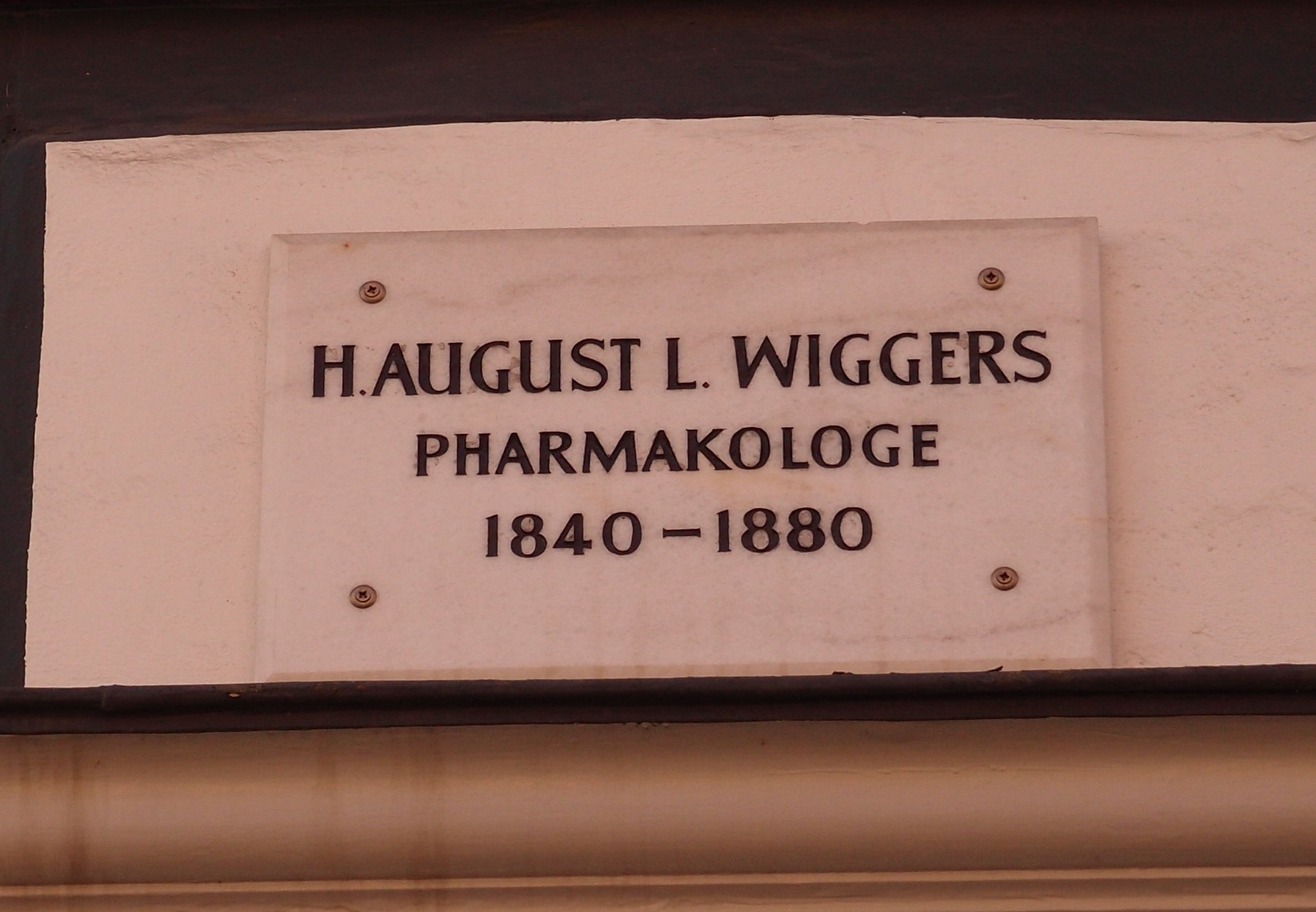
Tafel zur Erinnerung an August Wiggers an dessen Wohnhaus in Göttingen

Heinrich Ludwig August Wiggers (* 12. Juni 1803 in Altenhagen, Amt Springe; † 13. Februar 1880 in Göttingen, Provinz Hannover) war ein deutscher Pharmakologe und Botaniker. Sein offizielles botanisches Autorenkürzel lautet „A.Wigg.“
Wiggers war seit 1816 Apotheker und in diesem Beruf bis 1826 tätig, als er Assistent von Friedrich Stromeyer und dessen Nachfolger Friedrich Wöhler am chemischen Labor der Universität Göttingen wurde. 1835 wurde er in Göttingen promoviert und 1837 habilitierte er sich, wonach er Privatdozent war. 1848 wurde er außerordentlicher Professor für Pharmazie in Göttingen und 1864 Medizinalrat. 1836 bis 1850 war er zunächst stellvertretender und später ordentlicher Generalinspektor der Apotheken im Königreich Hannover. 1860 wurde er auch Generalinspektor der Apotheken im Fürstentum Lippe.
Er unternahm chemische Untersuchungen der Mineralquellen von Bald Wildungen, Bad Pyrmont und Driburg.
In Göttingen legte er eine pharmakognostische Sammlung von Heilpflanzen an, die bei seinem Tod 5000 Exemplare hatte. Sein Hauptwerk ist ein Handbuch der Pharmakognosie, das Gift- und Heilpflanzen und pharmazeutische Mittel aus dem Tierreich und unter Mineralien behandelt.

## Schriften
- Inquisitio in secale cornutum respectu inprimis habito ad ejus ortum, naturam  1831 (Preisschrift in Göttingen)
- Inquisitio in fungum medullarem chemica, in A. A. Muehry: Ad parasitorum malignorum inprimis ad fungi medullaris oculi historiam symbolae aliquot, 1833
- Die Trennung und Prüfung mineralischer Gifte aus verdächtigen organischen Substanzen mit Rücksicht auf Blausäure und Opium, 1836
- Grundriss der Pharmacognosie 1840, 5. Auflage 1864 (als Handbuch der Pharmacognosie), Digitalisat der Ausgabe 1847, Bayerische Staatsbibliothek